# Karl-Hermann Capelle
Karl-Hermann Willi Capelle (* 28. September 1901 in Hamburg; † 4. Juli 1982 in Großhansdorf) war ein deutscher Rechtswissenschaftler.

## Leben
Capelle war der Sohn des Oberlehrers Willy Capelle und seiner Frau Agnes Margarethe geb. Mansholt aus Ditzum in Ostfriesland. Er studierte ab 1918 an der Universität Hamburg. Seit dem Studium war er Mitglied der Studentenverbindung AMV Nordmark Hamburg im SV. Nach der Promotion 1924 (Das Akkreditivgeschäft) in Hamburg und der Habilitation (Das Recht des Reisechartervertrages) 1937 ebenda lehrte er dort von 1937 bis 1941 als Privatdozent für Bürgerliches Recht, Handels- und Schiffahrtsrecht, 1951 als Honorarprofessor für Bürgerliches Recht und Handelsrecht und 1969 als Professor (§ 73 UniG) für Bürgerliches Recht und Handelsrecht. Von 1957 bis 1969 war er Leiter der Akademie für Gemeinwirtschaft/für Wirtschaft und Politik.
Zum 1. Mai 1937 war er der NSDAP beigetreten.

## Schriften (Auswahl)
- Das Akkreditivgeschäft. Mannheim 1925, OCLC 859763143.
- Die Frachtcharter in rechtsvergleichender Darstellung. Rostock 1940, OCLC 71435454.
- Bürgerliches Recht, Sachenrecht. Wiesbaden 1963, OCLC 720243369.
- Handelsrecht (ohne Gesellschafts- und Seehandelsrecht). Ein Studienbuch. München 1977, ISBN 3-406-06347-0.